# روس تاكر
روس تاكر (بالإنجليزية: Ross Tucker)‏ هو لاعب كرة قدم أمريكية أمريكي، ولد في 2 مارس 1979 في ويوميسينغ في الولايات المتحدة.

## وصلات خارجية
- روس تاكر على موقع مرجع كرة القدم المحترفة.كوم (الإنجليزية)